# NMNヌクレオシダーゼ
NMNヌクレオシダーゼ(NMN nucleosidase、EC 3.2.2.14)は、以下の化学反応を触媒する酵素である。ニコチンアミド D-リボヌクレオチド + 水{\displaystyle \rightleftharpoons }D-リボース-5-リン酸 + ニコチンアミド
従って、この酵素は、ニコチンアミド D-リボヌクレオチドと水の2つの基質、D-リボヌクレオチドとニコチンアミドの2つの生成物を持つ。
この酵素は加水分解酵素、特にN-グリコシル化合物を分解するグリコシダーゼに分類される。系統名はニコチンアミド-ヌクレオチド ホスホリボヒドロラーゼ(nicotinamide-nucleotide phosphoribohydrolase)である。NMNアーゼ、ニコチンアミドモノヌクレオチドヌクレオシダーゼ、ニコチンアミドモノヌクレアーゼ、NMNグリコヒドロラーゼ等とも呼ばれる。ニコチン酸及びニコチンアミドの代謝に関与している。